# Liste der Kulturgüter in Langendorf
Die Liste der Kulturgüter in Langendorf enthält alle Objekte in der Gemeinde Langendorf im Kanton Solothurn, die gemäss der Haager Konvention zum Schutz von Kulturgut bei bewaffneten Konflikten, dem Bundesgesetz vom 20. Juni 2014 über den Schutz der Kulturgüter bei bewaffneten Konflikten sowie der Verordnung vom 29. Oktober 2014 über den Schutz der Kulturgüter bei bewaffneten Konflikten unter Schutz stehen.
Objekte der Kategorie A sind im Gemeindegebiet nicht ausgewiesen, Objekte der Kategorie B sind vollständig in der Liste enthalten, Objekte der Kategorie C fehlen zurzeit (Stand: 1. Januar 2023).

## Kulturgüter
| Foto |                                                                       | Objekt                             | Kat. | Typ | Standort                                   | Beschreibung |
| ---- | --------------------------------------------------------------------- | ---------------------------------- | ---- | --- | ------------------------------------------ | ------------ |
| ja   | Datei hochladen · Wikidata zu Landsitz Staalenhof (Q29880913)         | Landsitz Staalenhof KGS-Nr.: 04582 | B    | G   | Staalenhof 2 605099 / 229687               |              |
| BW   | Datei hochladen · Wikidata zu Steinsäge (Q29880915)                   | Steinsäge KGS-Nr.: 11169           | B    | G   | Rüttenenstrasse 68 606530 / 230369         |              |
| ja   | Datei hochladen · Wikidata zu Ökumenisches Kirchenzentrum (Q29880912) | Kirchliches Zentrum KGS-Nr.: 13544 | B    | G   | Stöcklimattstrasse 24, 24a 605985 / 230042 |              |